# Lilo Busse
Liselotte „Lilo“ Busse (geboren um 1928; gestorben 6. Januar 1996 in Berlin) war eine deutsche Schriftstellerin. Zusammen mit ihrem Mann Heinz Busse verwendete sie das Sammelpseudonym Heli Busse.

## Wirken
Sie publizierte unter anderem in der Berliner Zeitung und im Eulenspiegel ihre Humoresken und satirischen Beiträge. Durch ihre „einfühlsame Darstellung des Allgemeinmenschlichen im Alltag der DDR [galt sie als eine] der populärsten Autorinnen“ des Genres.
Busses gesammelte Kurzgeschichten erschienen zudem im Eulenspiegel-Verlag sowie bei Bertelsmann.
Lilo „Heli“ Busse starb Anfang 1996 in einem Berliner Krankenhaus im Alter von 67 Jahren.

## Schriften (Auswahl)
- Es gibt keine Wunder mehr oder warum Onkel Karl abbrannte. Geschichten, mit Illustrationen von Andreas J. Mueller, 4. Auflage, Berlin: Eulenspiegel-Verlag, 1989, ISBN 978-3-359-00312-0 und ISBN 3-359-00312-8; Inhaltsverzeichnis
- Schnee im Schlafzimmer und andere Geschichten, 2. Auflage, Berlin: Eulenspiegel-Verlag, 1988, ISBN 978-3-359-00145-4 und ISBN 3-359-00145-1; Inhaltsverzeichnis

## Hörspiele (Auswahl)
- 1983: Fröhlich sein und singen – Bearbeitung (Wort): Gerhard Rentzsch; Regie: Achim Scholz (Hörspielbearbeitung, Kurzhörspiel – Rundfunk der DDR)[2]